# Valle Antrona
Das Valle Antrona ist eines der sieben Seitentäler des Eschentals (italienisch: Val d’Ossola) in der italienischen Provinz Verbano-Cusio-Ossola, Region Piemont. Durchflossen wird das Tal vom Torrente Ovesca.

## Geographie
Das Valle Antrona erstreckt sich von 450 m s.l.m. an der Ovesca im Osten bis auf 3656 m s.l.m. am Pizzo d’Andolla (dt.: Portjengrat) auf der Grenze zwischen Italien und der Schweiz, beziehungsweise zwischen Antrona Schieranco und Saas-Almagell im Westen. Der Antronapass (2838 m) verbindet das in den Walliser Alpen gelegene Tal mit dem schweizerischen Saastal. Gemeinden im Tal sind Antrona Schieranco, Montescheno, Seppiana, Viganella und das am Talausgang gelegene Villadossola. Das Tal zählt 1380 Einwohner auf einer Fläche von 139,9 Quadratkilometer, was eine Bevölkerungsdichte von 9,9 ergibt.

### Berge
| Name              | Land  | Höhe   |
| ----------------- | ----- | ------ |
| Pizzo d’Andolla   | IT/CH | 3656 m |
| Pizzo Bottarello  | IT/CH | 3487 m |
| Punta di Saas     | IT/CH | 3188 m |
| Punta Turiggia    | IT    | 2811 m |
| Pizzo San Martino | IT    | 2733 m |
| Pizzo Montalto    | IT    | 2705 m |
| Pizzo del Ton     | IT    | 2675 m |
| Pizzo Ciapè       | IT    | 2394 m |

## Hydrographie
Im Valle Antrona finden sich mehrere Bäche und Seen. Der Hauptabfluss des Tales ist die Ovesca. Sie entspringt dem Lago di Antrona, der sich 1642 durch einen Erdrutsch bildete. Heute ist er ein Wasserspeicher, der an den Sommerwochenenden von vielen Touristen besucht wird. Er wird vom Troncone gespiesen, der am Pizzo d'Antigine entspringt. Kurz bevor dessen Wasser den Lago di Antrona erreicht, durchfließt er den auf 2262 m s.l.m. gelegenen Stausee Lago Cingino. Hier findet man auch Steinböcke, die in der fast senkrechten Staumauer nach Moos, Gras und vor allem nach Salzen suchen, da der Beton hier Salpeter ausscheidet. Weitere Stauseen sind der Lago di Campliccioli und der Lago Camposecco. Der Loranco, einer der wichtigsten Zuflüsse der Ovesca, entspringt am Pizzo d'Andolla und wird kurze Zeit später zum Lago Alpe dei Cavalli (auch Lago di Cheggio genannt) gestaut. Er mündet bei Antronapiana in die Ovesca. Ein weiterer wichtiger Zufluss ist der Brevettola, der an den Hängen des Pizzo San Martino entspringt und bei Montescheno in die Ovesca mündet. Diese mündet nach Villadossola in den Toce im Val d'Ossola.

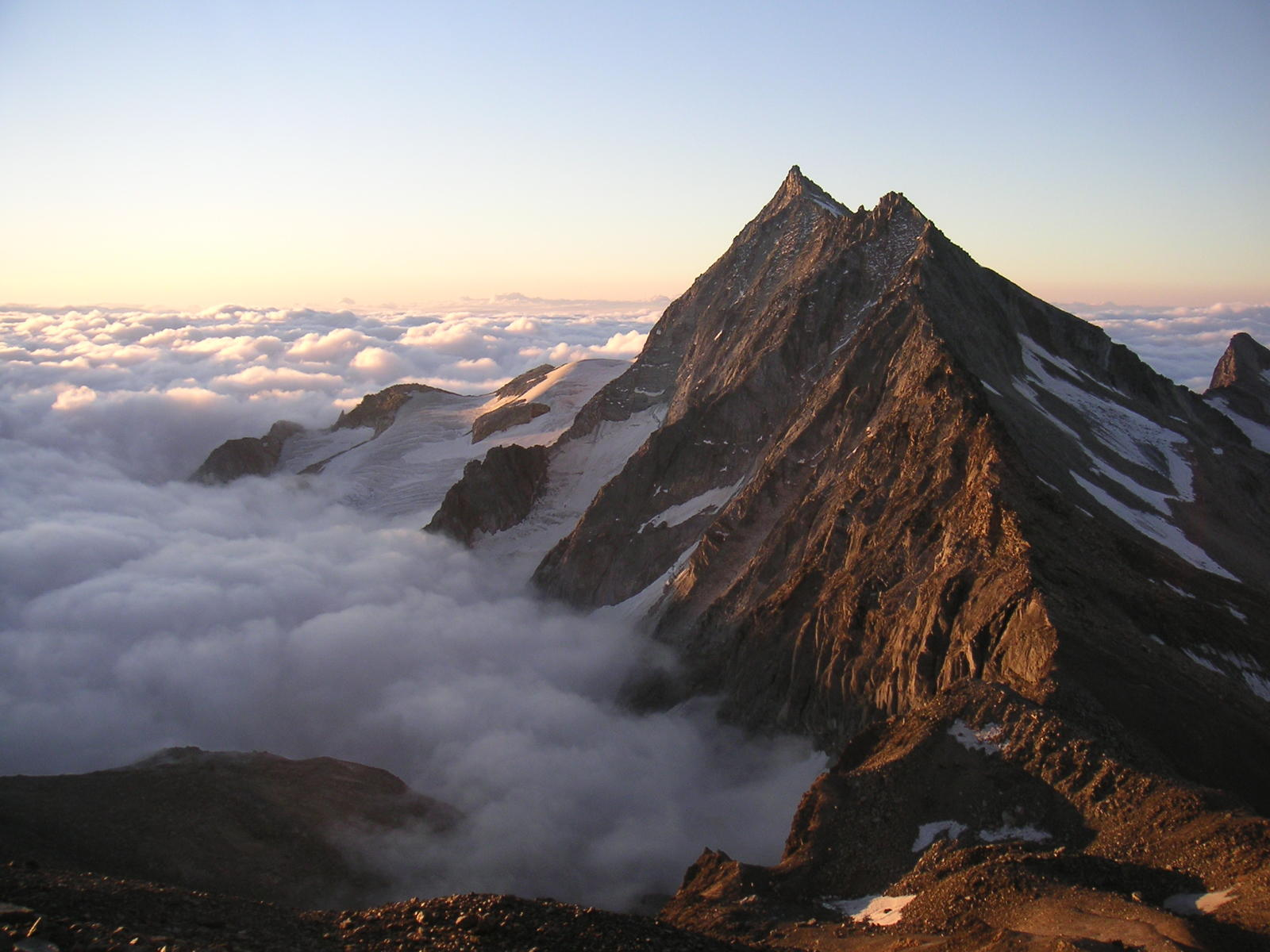
Der Pizzo d’Andolla vom Weissmies aus fotografiert
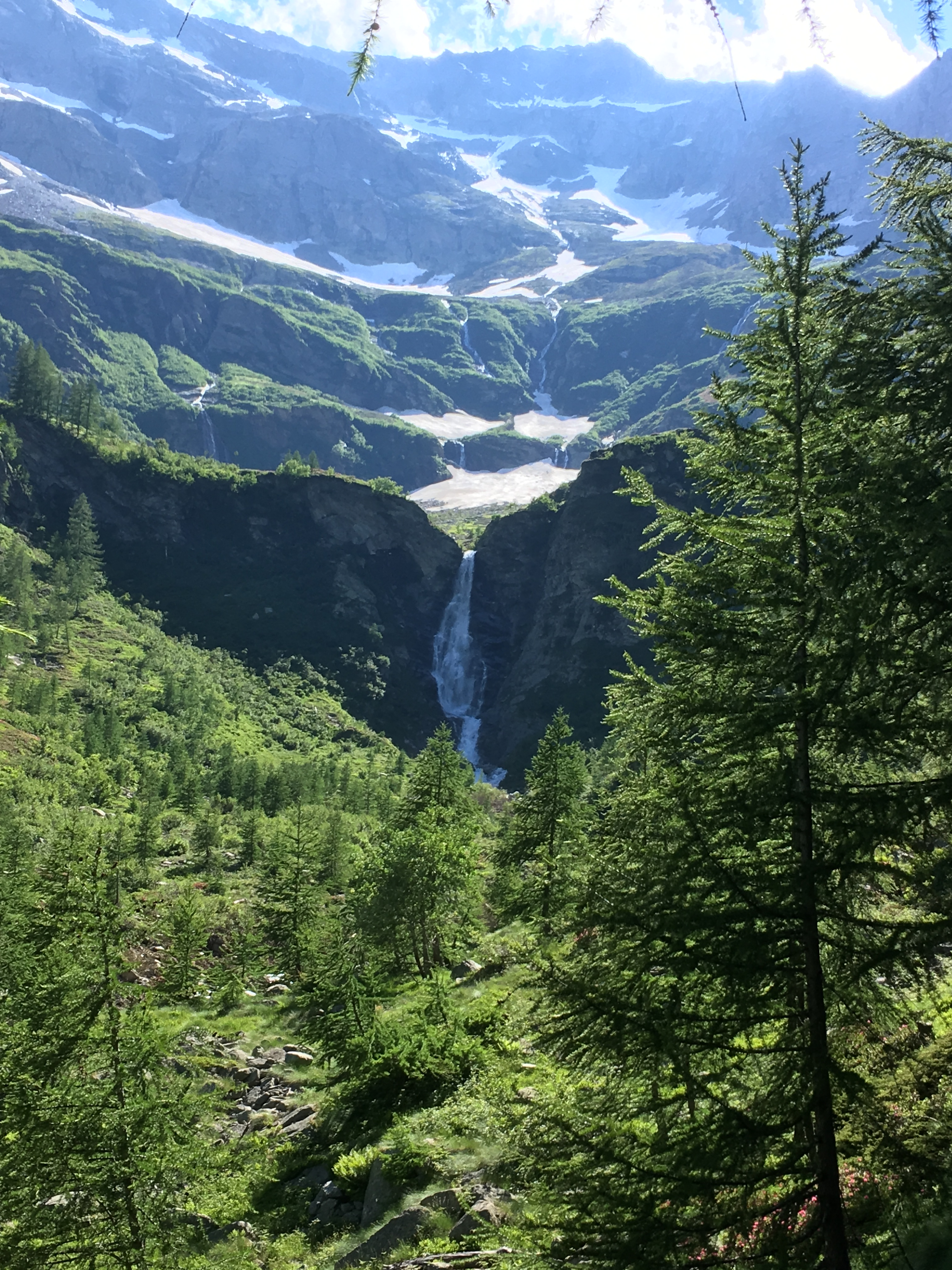
Oberer Abschnitt des Valle Antrona
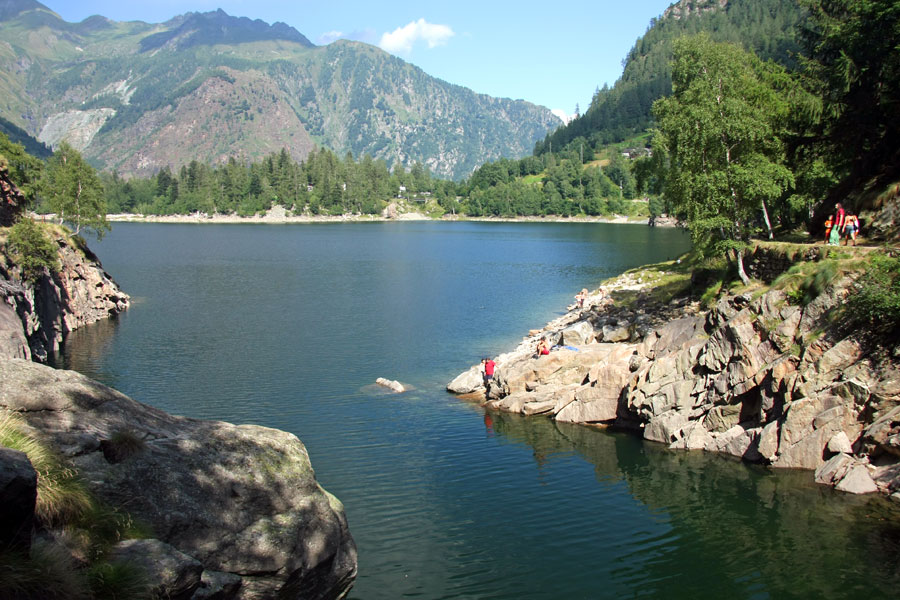
Lago di Antrona
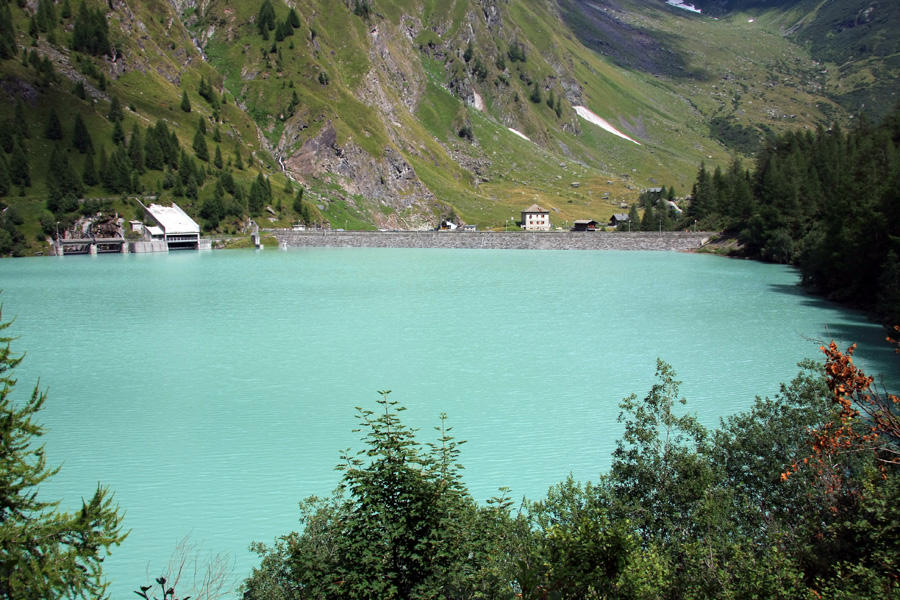
Der Lago Alpe dei Cavalli ist der größte See des Tals

## Klima
Das Klima im Valle Antrona ist in der Regel alpin mit langen, harten und schneereichen Wintern mit kühlen und regnerischen Sommern. Niederschlag fällt hier reichlich und überhaupt gehört das Tal zu den feuchtesten Gebieten Italiens. Vor allem im Herbst kommt es zu starken Regenfällen, so dass es häufig zu Überschwemmungen und Erdrutschen kommt. Schnee bedeckt die meiste Zeit die Gipfel und in den kältesten Monaten auch das Tal.

## Geschichte
Zweimal wurde das Eschental zusammen mit dem Valle Antrona durch die Walliser alte Eidgenossenschaft besetzt und war eine gemeine Herrschaft. Nach der Schlacht bei Marignano im 1515 mussten die Eidgenossen das Tal an das damals von Frankreich beherrschte Herzogtum Mailand abtreten. Am 27. Juli 1642 wurde durch einen Bergsturz vom Monte Pozzuoli der Ort Antrona zerstört. Bei dem Unglück starben über 100 Menschen, etwa 50 Gebäude einschließlich der Kirche wurden zerstört. In der Folge staute sich die Ovesca zum Lago Antrona auf.

## Wirtschaft
Das Tal lebt hauptsächlich vom Tourismus. In der Vergangenheit spielte der Bergbau eine große Rolle. Von 1736 bis 1936 wurden Goldminen betrieben und von 1922 bis 1960 wurde Glimmer abgebaut. Mit dem Beginn des 20. Jahrhunderts begann dann die Nutzung von Wasserkraft.

## Sehenswürdigkeiten und Denkmäler
Die erste Fraktion im Tal ist Cresti, Sitz der Gemeinde Montescheno, wo sich die alte Pfarrkirche Santi Giovanni Battista e Carlo befindet. Von hier führt eine Seitenstraße nach Sasso, Barbuniga, Vallemiola und Valleggia. Die Fraktion Zonca, wo 2 alte Weinpressen stehen, kann nur zu Fuß erreicht werden. In Vallemiola findet man das Oratorium Madonna delle Grazi und ebenso 2 große, alte Weinpressen. Auch in Barbuniga findet man eine solche, die aus dem Jahr 1745 stammt. Nachdem man Montescheno passiert hat, gelangt man zum Dörfchen Seppiana, das früher die einzige Gemeinde im Tal war. Hier steht die alte Pfarrkirche Sant'Ambrogio, die im 11. Jahrhundert erbaut wurde. Außerdem stehen im Zentrum von Seppiana mehrere alte Gebäude mit Wandmalereien. In der Fraktion Selve findet man im Oratorium San Rocco aus dem 17. Jahrhundert ein Kruzifix aus dem 12. Jahrhundert. Weiter oben im Tal liegt das Dorf Viganella, das aufgrund geringer Sonneneinstrahlung einen 40 Quadratmeter großen Spiegel aufrichten will, welcher dem Dorfplatz für mehrere Stunden am Tag Sonnenlicht spenden soll. Das Zentrum von Viganella beherbergt die Pfarrkirche Natività di Maria Vergine aus dem 16. Jahrhundert.  Zuoberst im Valle Antrona liegt die Gemeinde Antrona Schieranco, die aus den Fraktionen San Pietro, Prabernardo (Inferiore und Superiore), Schieranco, Madonna, Locasca, Rovesca, Antropiana, Antrona Lago, Cheggio, Ronco, Arvina und Cimallegra besteht. In Madonna findet man die Kirche Beata Vergine del Carmine aus dem 16. Jahrhundert, in Antropiana die Kirche San Lorenzo aus dem 13. Jahrhundert. Von hier gelangt man nach Cheggio, wo sich ein Skilift und ein Fahrsteig befinden.

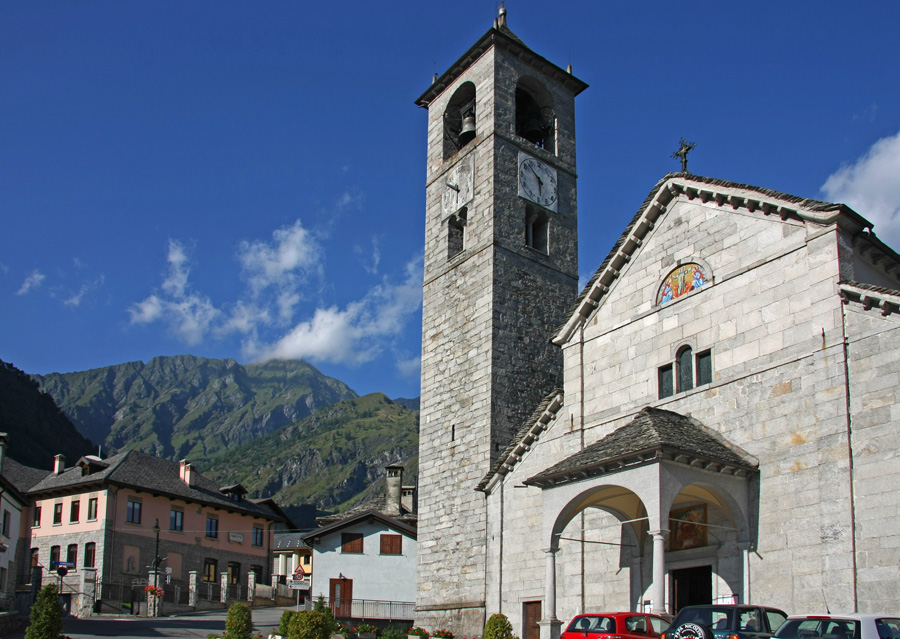
Die Kirche San Lorenzo aus dem 13. Jahrhundert in Antropiana
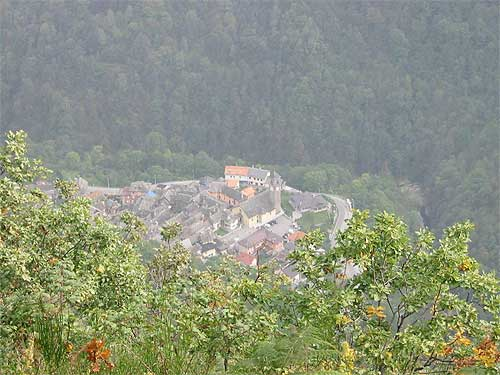
Blick auf Viganella
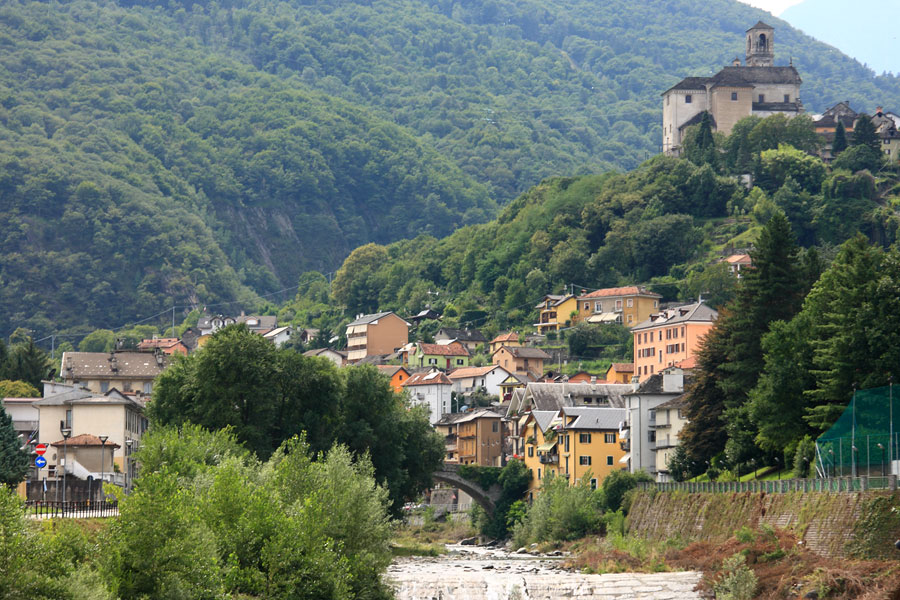
Talausgang bei Villadossola
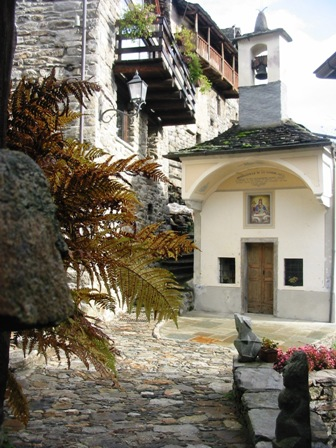
Valeggia